# والریا سولارینو
والریا سولارینو (به ایتالیایی: Valeria Solarino) (زاده  نوامبر ۱۹۷۹) بازیگر ونزوئلایی است.
از فیلم‌های معروف او می‌توان به بازی در فیلم راهنمای عشق ۳، والس و هیچ‌کجا مثل خانه نیست اشاره کرد.